# 拉茲瓦爾湖
51°08′57″N 55°00′04″E / 51.14917°N 55.00111°E

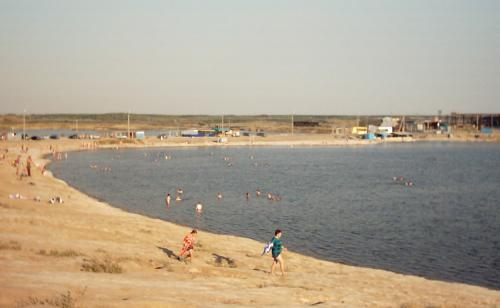

拉茲瓦爾湖（俄语：Развал），是俄羅斯的湖泊，位於該國西南部，由奧倫堡州負責管轄，處於索利-伊列茨基區，長0.3公里、寬0.24公里，面積0.068平方公里，海拔高度114米，最大水深22米。